# Douglas A2D Skyshark
Douglas A2D Skyshark – amerykański samolot szturmowy zaprojektowany w z zakładach Douglas Aircraft Company dla United States Navy (USN) na początku lat 50. XX wieku. Samolot nie wszedł do produkcji seryjnej.

## Historia

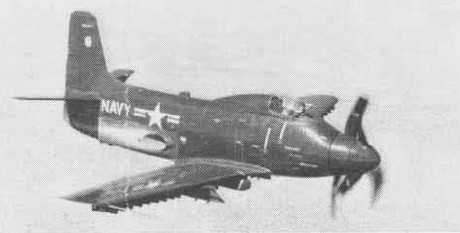
A2D-1 w locie

25 czerwca 1945, zaledwie trzy miesiące po pierwszym locie Douglasa A-1 Skyraider, USN poprosiło zakłady Douglasa o rozpoczęcie prac nad jego następcą, który miał być napędzany silnikami turbośmigłowymi Przewidywano, że nowy samolot wejdzie na wyposażenie lotniskowców eskortowych typu Casablanca. W ciągu następnych 18 miesięcy Douglas przedstawił trzy różne zbliżone projekty Douglas D-557A/B/C.  Rozpoczęto wówczas prace nad konstrukcją nowego samolotu przebudowując kadłub XBT2D-1, ale przed ukończeniem projektu został on przerwany z powodu problemów z silnikami.  W tym czasie rozważano także użycie silników odrzutowych Westinghouse 24C, ale ten projekt nie wyszedł poza początkową fazę planowania.  11 czerwca 1947 Douglas otrzymał propozycję zbudowania makiet i przeprowadzenia testów w tunelu aerodynamicznym nowego samolotu.  Po inspekcji makiety na początku września USN podpisała kontrakt z Douglasem 25 września na dostarczenie dwóch samolotów, które otrzymały oznaczenie XA2D-1 napędzanych dwoma silnikami Allison XT-40. Gotowa maszyna z nowym silnikiem do swojego pierwszego lotu wystartowała 26 maja 1950. Lot trwał tylko dwie minuty ponieważ pojawiły się bardzo silne wibracje zespołu napędowego. 1 czerwca tego samego roku samolot wzbił się po raz drugi w powietrze i wykonał prawidłowy 13 minutowy lot. Podczas trwania 23. lotu testowego w grudniu 1950 samolot uległ rozbiciu, a pilot zginął. Loty podjął drugi prototyp, jednak problemy z nową konstrukcją silnika nie ustawały. Pomimo tego podjęto decyzje o produkcji seryjnej. Wybudowano 10 egzemplarzy, ale żaden z nich nie wszedł do służby, a cały program anulowano. Zdobyte doświadczenia zostały wykorzystane w konstrukcji samolotu McDonnell Douglas A-4 Skyhawk.

## Konstrukcja
Skyshark był jednomiejscowym, wolnonośnym dolnopłatem o konstrukcji całkowicie metalowej. Napędzanym zdwojonym silnikiem Allison XT-40-A-2, w którym obydwa wchodzące w jego skład silniki położone były obok siebie w dole kadłuba napędzając wspólny reduktor. Wlot powietrza do silnika składał się z trzech otworów umieszczonych pod kołpakiem śmigła. W przedniej części osłony śmigła zamontowany był radar. Proste skrzydło o obrysie trapezowym, rozszerzające się przy kadłubie. Wyposażone w klapy szczelinowe. Podczas hangarowania skrzydła były składane w połowie swojej rozpiętości. Kadłub o konstrukcji półskorupowej z kabiną pilota umieszczoną nad silnikiem. Podwozie klasyczne, główne chowane do wnęk w skrzydłach z obrotem o 90°. Kółko ogonowe zamontowane było na długim wysięgniku chowanym w kadłub.